# Relationer mellan Australien och Nordkorea
Relationer mellan Australien och Nordkorea upprättades på diplomatisk nivå 1974. I december samma år öppnade Nordkorea en ambassad i Canberra, och Australien öppnade en ambassad i Pyongyang i april 1975. Relationerna avbröts i november 1975. Australien hade få kontakter med Nordkorea åren efter. I maj 2000 återupptogs officiella kontakter. Nordkorea återöppnade sin ambassad i Canberra 2002, men stängde den i januari 2008 av finansiella skäl.
Australien har implementerat sanktioner mot Nordkorea under FN:s säkerhetsråds resolutioner 1718, 1874, 2087 och 2094.